# مارلو (فلم)
مارلو (بالإنجليزية: Marlowe) هو فيلم نيو-نوار لعام 2022 من تأليف وليام موناهان وإخراج نيل جوردن، الفيلم من بطولة ليام نيسون، ديان كروغر، جيسيكا لانج، أديوالي أقباجي، آلان كومينغ وداني هيوستن.

## ملخص القصة
يبدأ الفيلم بعام 1939 في لوس أنجلوس بتاجير المحقق الخاص فيليب مارلو (ليام نيسون) من قبل الوريثة كلير كفينديش (ديان كروغر) لتحقيق الاختفاء لعشيقها نيكو بترسون (فرنسوا ارنو). وسرعان ما وجد مارلو ان نيكو قد تعرض للدهس بالقرب من نادي حصري اسمه كورفاتا, ولكن عندما سال كفينديش على ذلك قالت انها قد رأته بعد ذلك.

## وصلات خارجية
- مارلو على موقع IMDb (الإنجليزية)
- مارلو على موقع ميتاكريتيك (الإنجليزية)
- مارلو على موقع روتن توميتوز (الإنجليزية)
- مارلو على موقع ألو سيني (الفرنسية)
- مارلو على موقع فيلمافينيتي (الإسبانية)
- مارلو على موقع قاعدة بيانات الفيلم (الإنجليزية)
- مارلو على موقع ليتربوكسد (الإنجليزية)